# 芫荽属
芫荽属（学名：Coriandrum）是伞形目伞形科下的一个属，为草本植物。该属共有2种，分布于地中海区。属名Coriandrum来自古希腊语的koris（一种臭虫），指本属植物的气味中有某种虫子的独特气味。

## 物种
本属包括以下物种：
- Coriandrum digitatum DC.
- Coriandrum maritimum L.
- 芫荽 Coriandrum sativum L.
- Coriandrum testiculatum Lour., 1790
- Coriandrum tordylioides Boiss.
- 土耳其芫荽 Coriandrum tordylium (Fenzl) Bornm.